# Doelmatigheid
Een activiteit is doelmatig of efficiënt als weinig middelen nodig zijn voor het behalen van het resultaat van die activiteit. Anders gezegd, als de offers 'matig' zijn in verhouding tot het resultaat.
Bij een vergelijking tussen de normatief gebrachte offers en de werkelijk gebrachte offers wordt de doelmatigheid als een verhoudingsgetal weergegeven. De doelmatigheid of efficiëntie is dan gelijk aan bijvoorbeeld de normuren gedeeld door de werkelijke uren. Als men per week honderd uur als te werken norm had aangegeven en er zijn maar tachtig uur nodig, dan is de efficiëntie = 100/80 = 1,25 of 125%. Een ander voorbeeld is de verhouding van de chemische energie die per tijdseenheid vrijkomt bij het verbranden van brandstof en het vermogen dat de motor levert door het verbranden van die brandstof. Dit verhoudingsgetal wordt wel rendement genoemd.
Efficiëntie kan op twee manieren worden bereikt:
1. Met zo weinig mogelijk middelen een bepaald doel bereiken, een bepaalde hoeveelheid producten produceren, een bepaald aantal behoeften bevredigen.
2. Met een gegeven aantal middelen een zo hoog mogelijk doel bereiken, zoveel mogelijk producten maken of behoeften bevredigen. Meestal is dan sprake van een budget.

## Kritiek
Streven naar meer efficiëntie hangt samen met vooruitgangsdenken. Het benadert gevallen cijfermatig en kan daarbij kwalitatieve aspecten zoals tevredenheid, geluksgevoel of algemeen welbevinden buiten beschouwing laten. Ook het hebben van reservecapaciteit tijdens een crisis (zoals voldoende ziekenhuiscapaciteit en beschermingsmiddelen tijdens een pandemie) wordt dan opgeofferd.